# Jean Chevalier (peintre)
Pour les articles homonymes, voir Jean Chevalier et Chevalier.
Jean Chevalier est un peintre abstrait et écrivain, né le 11 avril 1913 à Saint-Pierre-de-Chandieu en Isère et mort le 27 février 2002 à Lyon.

## Biographie
Jean Chevalier entre en 1929 à l'école normale d'instituteurs de Grenoble, où il reçoit des cours de dessin. Il fréquente le musée de Grenoble. En 1932, il devient instituteur à Saint-Romain-de-Jalionas. Entre 1932 et 1933, il suit des cours de René Jullian à l'université de Lyon. Il échange avec le peintre Robert Delaunay. En 1938, il rencontre via ce dernier, Albert Gleizes en Isère, artiste qui aura une influence importante sur ses œuvres, dont il sera considéré comme un des principaux élèves. La même année, il écrit ainsi un texte nommé Position humaine d'Albert Gleizes, premier texte d'une série qu'il écrit sur Gleizes. Il participe à l'atelier du Minotaure après 1942. Il expose en 1946 à la Réalités Nouvelles à Paris, ainsi qu'au salon d'automne de Lyon et au salon Regain. Sa période la plus productive dure de 1941 à 1953. À la suite de la mort de Gleizes en 1953, son style évolue pour passer des figurés géométriques à de la pure abstraction. Durant les années 1960, ses écrits passent d'une approche d'essai à une démarche esthétisante, à base de recueils manuscrits. En 1962, il devient directeur de l'école primaire Beauregard. Durant les années 1960, Jean Chevalier expose à la galerie Folklore, puis dans les années 1980 dans la galerie Le Pantographe. Plusieurs dons de ses œuvres sont effectués au Musée des beaux-arts de Lyon en 1996, 2004 et 2011. Un prix est créé à son honneur par l'association des amis de Jean Chevalier, prix délivré tous les 2 ans.